# Lindsaea fengkaiensis
Lindsaea fengkaiensis là một loài thực vật có mạch trong họ Dennstaedtiaceae. Loài này được B.S. Wang & S.H. Shi miêu tả khoa học đầu tiên năm 1990.